# Посилання
Цитування (англ. reference) у паперових і електронних документах — уривок, витяг з якого-небудь твору, на який посилаються у викладі, з точною назвою джерела й вказівкою на відповідну сторінку. Іноді те саме, що виноска.
У деяких файлових системах — альтернативна назва файлу. Так, наприклад, у системі UNIX із файлом може бути пов'язано декілька імен.
У галузі телекомунікацій іноді вживається в значенні ланки зв'язку — засіб зв'язку між суміжними вузлами мережі.
В інтернет-журналістиці застосування посилань дозволяє викладати в матеріалі тільки нову інформацію, що спрощує текст і дозволяє уникати повторень. Все, що пов'язано з попередніми публікаціями на цю тему, з інформацією довідкового характеру чи з передісторією/тлом події, подається через гіперпосилання.
У 2000-х зазначалося, що в українській мові паралельно почали вживати також термін поклика́ння, який мав поширення в західноукраїнській мовно-літературній практиці.

## Системи
Загалом кажучи, існує два типи систем цитування: Ванкуверська система та посилання в дужках. Однак Рада наукових редакторів (Council of Science Editors, CSE) додає третю, систему цитат-назв.

## Завдання посилань в інтернет-журналістиці
Можна виокремити такі основні завдання посилань:
1. створити фон повідомлення;
2. уникнути необхідності заново розповідати опубліковані матеріали на цю тему.

Добрим тоном вважається подавати гіперпосилання на інші статті з теми, які було опубліковано раніше на «своєму» інтернет-сайті. Це підвищує вагу й авторитет останнього в очах читача.

## Рекомендації для створення посилань в інтернет-журналістиці
Надто велика кількість посилань розсіює увагу й ускладнює сприйняття. Зазвичай радять використовувати у середньому сім посилань на сторінку. Не варто розміщувати посилання впритул одне до одного. Доречним є пояснення посилань, яке з'являється при наведенні курсора мишки на посилання. Пояснення зазвичай вміщують:
- назву сайту, на який посилається автор матеріалу;
- ім'я автора, на якого посилається журналіст;
- тип та особливості інформації за місцем призначення;
- попередження про розмір файлу, який користувач збирається завантажувати.

## Застосування посилань
Найчастіше доречними є посилання на:
- архів;
- фонову інформацію концептуального плану;
- близьку за тематикою інформацію;
- означення;
- більш детальну інформацію для фахівців із цього питання;
- значний за обсягом графічний матеріал;
- адреси онлайн-ресурсів на схожу тематику.

## Посилання nofollow
Для боротьби зі спамом Google розділив зворотні посилання на nofollow і dofollow. Посилання nofollow не передають вагу і, як наслідок, майже не впливають на SEO.